# 电影前驱博物馆
电影前驱博物馆（意大利语: Museo del Precinema）是意大利帕多瓦的一个关于电影前驱的历史的博物馆。它成立于1998年，展出与帕多瓦市政府协作的明尼奇·佐蒂收藏，提供互动的巡回展览，并贷款给其他著名的展览，如巴黎法国电影园和都灵电影博物馆。

## 历史
电影前驱博物馆设于15世纪建筑天使宫（Palazzo Angeli）的顶楼。在18世纪，该建筑属于威尼斯共和国的顾问和律师Andrea Memmo。他负责将河谷草地广场的沼泽荒地变成意大利最大的广场。他的朋友卡萨诺瓦曾经在天使宫做客。

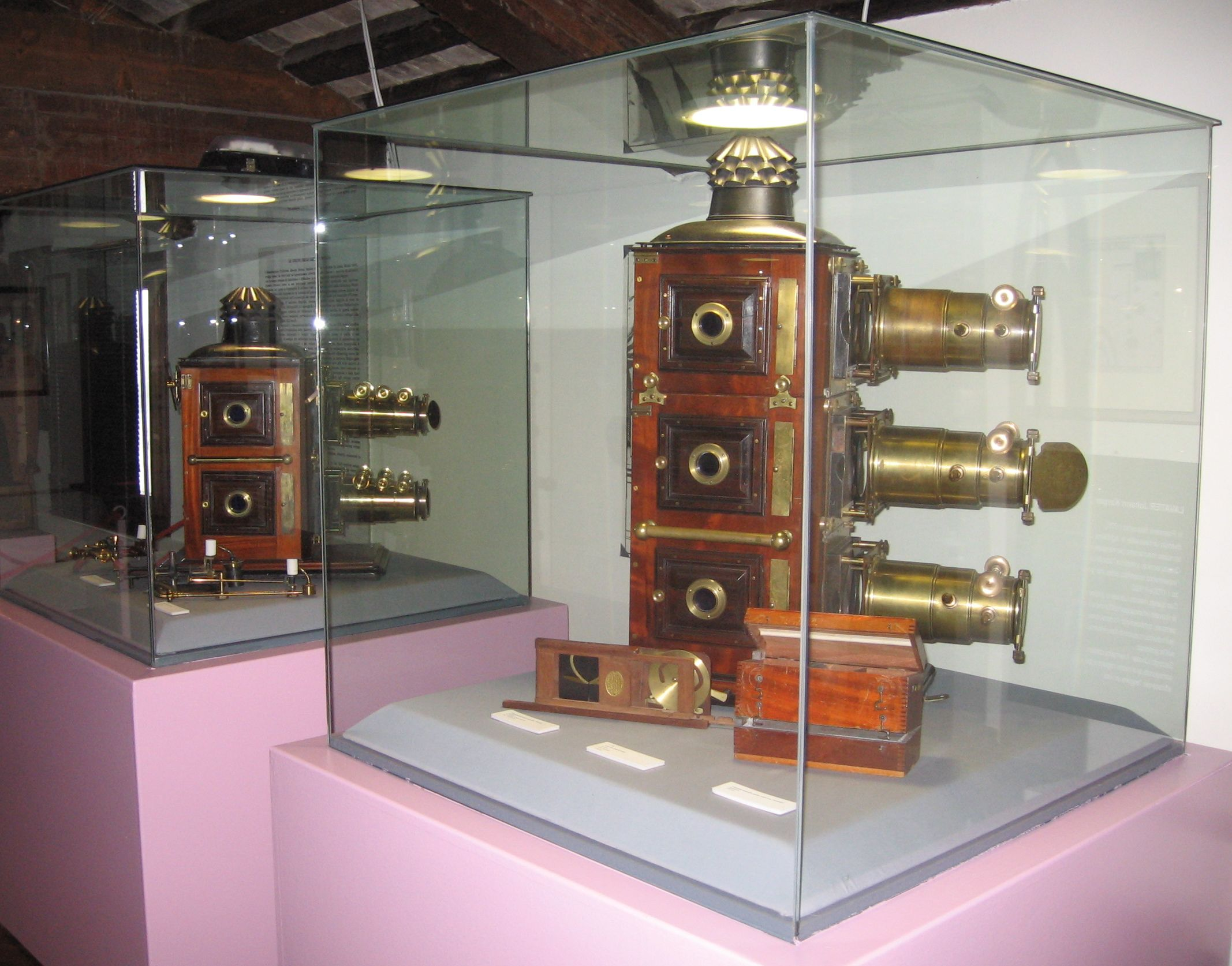